# Производство на заказ
Производство на заказ — одна из возможных стратегий (или «моделей») организации производства, наряду с противоположным подходом, производством на склад и вариантами — сборкой на заказ и разработкой на заказ. При заказном производстве покупатель заказывает (и зачастую оплачивает) ещё не изготовленное изделие. Производство на заказ существует во многих вариантах, общей чертой является «признание результатов труда до его начала». Роль заказного производства в разных исторических эпохах, странах и регионах менялась от доминантной (например, в доиндустриальном обществе) до нишевой.
Д. М. Андерсон (англ. David M. Anderson) выделяет несколько разновидностей производства на заказ:
- при сборке на заказ компоненты уже находятся на складе, заказанные заранее в соответствии с прогнозами маркетологов, и изделия быстро собираются из них. Этот подход применяется производителями компьютеров (например, Деллом). Недостатком подхода является большие складские запасы и связанные с этим затраты на хранение[англ.];
- в простейшем случае заказ материалов производится при поступлении заказа, производство начинается по мере поступления материалов и комплектующих изделий. Это совпадает с подходом ремесленников, но применяется и по сей день при производстве уникального и дорогого оборудования (например, для производства микросхем). Андерсон характеризует этот вариант как «заказ комплектующих — ожидание — сборка на заказ»;
- «виртуальный» подход, при котором продавец в точности знает состояние запасов на чужих складах, и в состоянии быстро получить нужную заказчику конфигурацию с одного из них, пользуясь этой информацией.